# أدوبي لايت رووم
أدوبي فوتوشوب لايت رووم (بالإنجليزية: Adobe Photoshop Lightroom)‏ هو برنامج معالجة بعد التصوير (بالإنجليزية: Photography)‏
تم تطويره من قبل أدوبي سيستمز لأنظمة ماك أو إس عشرة ومايكروسوفت ويندوز ليساعد المصورين المحترفين في إدارة وتعديل الصور الرقمية والقيام بأعمال ما قبل الإنتاج من تصحيح التعريض وموازنة الأبيض والتعديل في قنوات الألوان والتشبع والانحراف اللونى ومعادلة تشويه العدسات ومعالجة عيوب البشرة. كما يحتوى على ميزة الاحتفاظ بالتعديلات على الملف لاسترجاعها أو تغيير هذه القيم فيما بعد كما يمكن اعتباره مساعد في عرض وتنسيق الصور الرقمية بما في ذلك إنشاءالنسخ الاحتياطية على الوسائط المختلفة.

## وصلات خارجية
- صفحة أدوبي فوتوشوب لايت رووم الرئيسية